# Sociální vražda
Sociální vražda (německy: sozialer Mord) je sociologický koncept označující úmrtí, které způsobil sociální, ekonomický nebo politický útlak, spíše než přímé násilí. Poprvé ho popsal v roce 1845 Friedrich Engels ve svém díle Postavení dělnické třídy v Anglii. Od té doby je používán zejména politickou levicí.

## Historie
Friedrich Engels použil tento termín poté, co popsal, jak společenské podmínky, jako je chudoba, špatné bydlení a nebezpečné pracovní podmínky, vedly k nadměrné úmrtnosti dělnické třídy, které se dalo předejít. Tvrdil, že tyto podmínky byly výsledkem vykořisťování a honby za ziskem v kapitalistickém systému. Podle Engelse byl tento typ úmrtí v jiné kategorii než vražda a zabití spáchané jednotlivci proti sobě, protože sociální vraždy byly výslovně spáchány politickou a společenskou elitou na nejchudších ve společnosti.
| „                                                           | Když jednotlivec způsobí druhému ublížení na těle, a to takové, že přivodí poškozenému smrt, pak to nazýváme zabitím; věděl-li pachatel předem, že ublížení přivodí smrt, nazýváme takový zločin vraždou. Když však společnost přivede stovky proletářů do takové situace, že musí propadnout předčasné, nepřirozené smrti, smrti, která je stejně násilná jako smrt mečem nebo kulkou; když bere tisícům podmínky, jež k životu potřebují, a vhání je do poměrů, v nichž prostě žít nemohou; když je mocným ramenem zákona nutí v těchto poměrech setrvávat, dokud nepřijde smrt, jež je nutným důsledkem těchto poměrů; když společnost ví, až příliš dobře ví, že se tyto tisíce musí stát obětí takových podmínek, a přece dopouští, aby tyto podmínky trvaly dál — pak je to právě tak vražda, jako když někoho zabije jednotlivec. Jenomže je to vražda skrytá, zákeřná, vražda, proti které se nikdo nemůže bránit, vražda, jež se nezdá být vraždou, poněvadž vraha není vidět, protože vrahy jsou všichni a přece nikdo, protože smrt oběti vypadá jako smrt přirozená a poněvadž je to spíše zločin z opomenutí než zločin spáchaný. Ale vraždou to stejně zůstává. Budu muset nyní dokázat, že se společnost v Anglii každého dne a každé hodiny dopouští této sociální vraždy, jak to plným právem nazývají anglické dělnické noviny; že přivedla dělníky do postavení, v němž si nemohou udržet zdraví a v němž nemohou dlouho žít; že takto krok za krokem pozvolna podrývá dělníkům život a připravuje je tak předčasně do hrobu. | “ |
| — Friedrich Engels, Postavení dělnické třídy v Anglii, 1845 | |   |

V 21. století se pojem sociální vražda znovu objevil v reakci na rostoucí sociální a zdravotní nerovnosti pozorované po celém světě. Například britský labouristický politik John McDonnell použil tento termín k popisu konzervativní hospodářské politiky a také událostí, jako byl požár Grenfell Tower v roce 2017.
Během povodní ve Španělsku v roce 2024 kritizoval web World Socialist Web Site kroky předchozích španělských vlád a označil je za sociální vraždu.
Po zabití generálního ředitele UnitedHealth Group Briana Thompsona v prosinci 2024 článek New York Intelligencer tvrdil, že zásady a postupy společnosti související s odepřením pokrytí nezbytných lékařských ošetření spadají pod koncept sociální vraždy, a také poznamenal, že to mohlo potenciálně přispět jako motiv k útoku. Jak uvedli v článku: „UnitedHealthcare nestiskne spoušť a nestřílí své oběti na ulici. Místo toho trpí a mohou zemřít na rakovinu, srdeční onemocnění nebo jiné léčitelné onemocnění.“